# Ratko Rudić
Ratko Rudić (Belgrád, 1948. június 7. –) olimpiai ezüstérmes, világbajnoki bronzérmes, emellett Európa-bajnoki ezüst- és bronzérmes horvát vízilabdázó, a Pro Recco korábbi edzője. Szövetségi kapitányként Jugoszlávia, Olaszország és Horvátország nemzeti csapatát vezette az olimpiai aranyéremig.

## Magánélete
Ratko Rudić 1948. június 7-én született Belgrádban Jakov és Zorica Rudić gyermekeként. Édesapja katonatisztként dolgozott. Kétéves korában a család elköltözött Belgrádból. A család négy év alatt háromszor költözött: Fiumébe, Zárába, majd Splitbe. Ezután a Rudić család hat évre Zágrábba költözött.
Ratko Zárában, 1958-ban (10 éves korában) kezdett vízilabdázni a Jedinstvo Zadar korosztályos csapatában. Első felnőtt bajnoki idényét 15 éves korában (1963-ban) a Jadran Split együttesében játszotta.
A zágrábi Képzőművészeti Akadémián szeretett volna tanulni (hobbija a festészet volt), mégis inkább építészetet tanult. 1971-ben visszaköltözött Zágrábból szülővárosába, hogy a Partizan Beograd játékosa legyen. A Testnevelési Egyetemen fejezte be tanulmányait. 1990-ben a jugoszláv fővárosból munkája miatt Rómába költözött, ahol tíz évet töltött, ezután 2004-ig Los Angelesben élt.
Egy lánya van, Martina, aki csellistaként dolgozik Milánóban.

## Sportpályafutása

### Játékos pályafutása
1963 és 1971 között a Jadran Split játékosa volt, majd a Partizan Beogradhoz igazolt. Pályafutása során nyolcszor nyert Jugoszláv-bajnokságot, hatszor Jugoszláv-kupát, valamint kétszer LEN-bajnokok-ligáját (1974, 1975).
A nemzeti válogatottban 1968-ban mutatkozott be, melyben 1980-ig 297 alkalommal szerepelt. Két alkalommal nyerte meg jugoszláv színekben a Mediterrán játékokat (1971, 1979), valamint ugyanezen tornán 1975-ben ezüstérmes lett. 1970-ben és 1974-ben bronzérmes, 1977-ben pedig ezüstérmes lett az Európa-bajnokságon. 1973-ban világbajnoki bronzérmet nyert. Az 1980. évi olimpiai tornán ezüstérmet ért el. Az 1968-as olimpián (ahol Jugoszlávia olimpiai bajnoki címet nyert) sérülés miatt nem vehetett részt. Az 1975-ös világbajnokságon doppingvétséggel vádolták hamisan, ennek ellenére a jugoszláv válogatottat kizárták a világbajnoki tornáról. A hamisság csak a torna utáni vizsgálatok révén derült ki, így a felmentették őt és a válogatottat a vétség alól.

### Edzői- és szövetségi kapitányi pályafutása
Eddigi pályafutása során öt ország nemzeti csapatát irányította: Jugoszlávia (1984-1988), Olaszország (1990-2000), Amerikai Egyesült Államok (2001-2005), Horvátország (2005-2013), illetve Brazília (2013-) válogatottját.

#### Jugoszlávia
Edzői pályafutását a Partizan Beograd együttesénél kezdte, ahol az utánpótlás csapatot irányította 1980 és 1983 között. 1983 és 1984 között a jugoszláv utánpótlás-válogatott kapitánya volt, s csapatát a világbajnoki ezüstéremig (1983) és az Európa-bajnoki címig (1984) vezette. Számos játékos, mint például Dubravko Šimenc, Perica Bukić, vagy éppen Igor Milanović, akik a jugoszláv arany generáció tagjai voltak, tagja volt ezen utánpótlás válogatottnak. Rudić ekkor kapta a Tiranin (Zsarnok) becenevet, mert játékosaitól jelentős mennyiségű munkát, valamint fegyelmet követelt.
A jugoszláv felnőtt válogatott szövetségi kapitányaként (1984-1988) két olimpiai aranyérmet (1984, 1988), egy világbajnoki címet (1986), két Európa-bajnoki ezüstérmet (1985, 1987), valamint egy világkupa győzelmet (1987) ért el.

#### Olaszország
1990 és 2000 között az olasz férfi vízilabda-válogatott szövetségi kapitánya. Ebben az időben ez a válogatott számított a legerősebbnek. 1992-ben az olimpiai arany-, 1996-ban pedig az olimpiai bronzéremig vezette Olaszországot. 1994-ben világbajnoki, két Európa-bajnoki címet (1993, 1995) és egy Európa-bajnoki bronzérmet (1999), valamint egy világ-kupa aranyérmet (1993) és két világ-kupa ezüstérmet (1995, 1999) szerzett szövetségi kapitányként.

#### Amerikai Egyesült Államok
Rudić 2001 januárjában lett az amerikai válogatott szövetségi kapitánya, melyet egészen 2005-ig vezetett. Vezetése alatt az amerikai válogatott 2003-ban aranyérmes lett a Pánamerikai játékokon, valamint ugyanezen évben bronzérmet nyert a világligán.

#### Horvátország
2005 és 2013 között hazája, Horvátország nemzeti csapatának szövetségi kapitányi pozícióját töltötte be. 2007-ben és 2012-ben a Horvát Olimpiai Bizottság a legsikeresebb horvát edzőnek nyilvánította. Vezetése alatt a horvát válogatott 2007-ben világbajnoki címet, 2009-ben és 2011-ben világbajnoki bronzérmet, 2010-ben Európa-bajnoki címet, 2010-ben világkupa ezüstérmet, 2009-ben világliga ezüstérmet, 2010-ben és 2011-ben világliga bronzérmet, 2012-ben pedig világliga, és olimpiai aranyérmet nyert.

#### Brazília
2013 és 2016 között a brazil válogatott szövetségi kapitánya volt. Vezetésével Brazília 2015-ben világliga bronzérmet nyert és ugyanezen évben ezüstérmes lett a Pánamerikai játékokon, emellett a Rio de Janeiróban rendezett 2016. évi nyári olimpiai játékokon 8. helyet ért el (csoportjában 6-5 arányban felülmúlva a későbbi olimpiai bajnok Szerbiát).